# Козметика
Козметика (от гръцката дума κοσμητική, което означава изкуството да се разкрасяваш) или още грим са субстанциите, използвани за подсилване на красотата на човешкото тяло. Козметиката включва кремове, пудри, червила, сенки, спирали за очи и други подобни видове продукти. Употребата на козметика е широко разпространена, особено сред жените. Производството на козметика се доминира от малък брой многонационални корпорации създадени в началото на XX век, но разпространението и продажбата се осъществяват от разнообразни видове бизнес.

## История
Първото археологично доказателство за използването на козметика е намерено в Древен Египет 4000 години пр. Хр. Древните гърци и римляни също са използвали козметика. Древните римляни и египтяни са използвали козметика, съдържаща живак и олово. Козметичните продукти в Кореа датират от периода на Трите царства на Кореа (57 пр. Хр. – 668 сл. Хр), като по това време са използвали олиа от тикви, праскови, кайсии и други растения и семена.
Въпреки Корейската война (1950), близо десетелие след нея, корейската индустрия за козметика започва да просперира и да предлага своите продукти на света. Днес, корейската козметика предлага богата гама от хидратиращи кремове, серуми, тонери, почистващи пяни, шийт маски и много други висококачествени продукти.

## Наноматериали
В много от произвежданите козметични продукти вече се използват наноматериали. По данни на Европейската комисия около 5 процента от продуктите през 2006 г. са съдържали наночастици.